# Mistrovství světa v orientačním běhu 2025
Mistrovství světa v orientačním běhu 2025 (World Orienteering Championships 2025) se uskuteční ve dnech 7.–12. července 2025 v okolí města Kuopio, Finsko. Tato prestižní akce přivítá nejlepší orientační běžce z celého světa, kteří budou soutěžit v náročných terénech finské přírody. 

## Program Mistrovství světa v orientačním běhu 2025
Závody proběhnou v různých terénech v okolí Kuopia, poskytujících rozmanité výzvy pro závodníky.
| Datum             | Závod                      | Místo konání | Doprovodné akce      |
| ----------------- | -------------------------- | ------------ | -------------------- |
| 7. července 2025  | Technický a modelový závod | Kuopio       |                      |
| 8. července 2025  | Middle (kvalifikace)       | Kuopio       |                      |
| 9. července 2025  | Middle (finále)            | Kuopio       |                      |
| 10. července 2025 | Long (klasická trať)       | Kuopio       |                      |
| 11. července 2025 | Volný den                  | Kuopio       |                      |
| 12. července 2025 | Štafety                    | Kuopio       | Slavnostní zakončení |